# Lamothe-Montravel
Lamothe-Montravel là một xã của Pháp, nằm ở tỉnh Dordogne trong vùng Aquitaine của Pháp. Xã này có diện tích 11,63 km2, dân số năm 2004 là 1274 người. Xã nằm ở khu vực có độ cao trung bình 20 m trên mực nước biển.

## Thông tin nhân khẩu
| Năm    | 1962 | 1968 | 1975 | 1982 | 1990  | 1999  | 2004  |
| ------ | ---- | ---- | ---- | ---- | ----- | ----- | ----- |
| Dân số | 894  | 914  | 896  | 950  | 1 093 | 1 145 | 1 274 |